# Hicks Motocycle Company
Hicks Motocycle Company war ein US-amerikanischer Hersteller von Kraftfahrzeugen. Andere Quellen verwenden die Firmierung Hicks Motorcycle Company und Hicks’ Motocycle Company.

## Unternehmensgeschichte
Belle W. Barry, John A. Drake und Frank W. Howser gründeten 1898 das Unternehmen mit 2500 US-Dollar Startkapital. Der Sitz war in Chicago in Illinois. Ziel war die Herstellung von Kraftfahrzeugen; der Firmierung nach waren es Motorräder. Für Ende 1899 wird John C. Hicks als Inhaber genannt. Er stellte während des Winters 1899/1900 auch Automobile her. Der Markenname lautete Hicks. Nach 1900 verliert sich die Spur des Unternehmens.

## Fahrzeuge

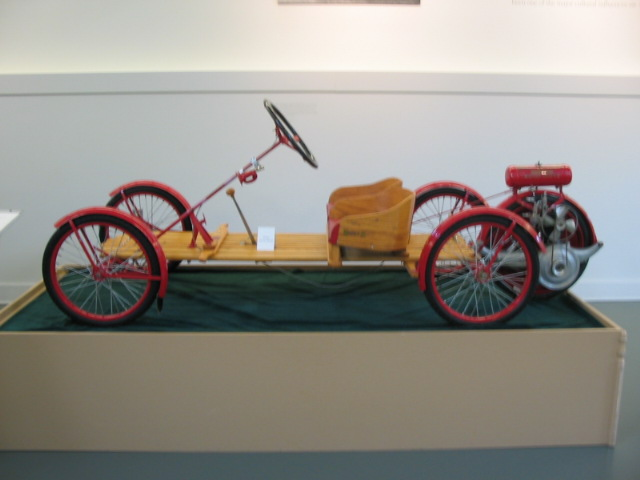
Zum Vergleich ein Smith Flyer, um das Antriebskonzept zu verdeutlichen.

Das Automobil hatte eine ungewöhnliche Anordnung der Räder. Vier Räder befanden sich an den vier Ecken, so wie es bei Fahrzeugen üblich war, unabhängig davon, ob sie motorisiert waren oder nicht. In der Mitte der Hinterachse wurde zusätzlich ein fünftes Rad montiert, das die Fahrzeuge antrieb. Es dürfte die Erfindung dieses Antriebskonzepts sein. In den 1910er und 1920er Jahren gab es einige Nachahmer wie den Smith Flyer.